# Mara Tekle Haymanot
Mara Takla Haymanot fut un Roi des Rois d'Éthiopie et le fondateur de la dynastie Zagoué (entre le Xe  et le XIIe siècle).
Né dans la province de Lasta, assise territoriale de son pouvoir, il devient un général de Del Na'od dont il épouse la fille, Masoba Warq. Il entraîne la chute de son beau-père pour ensuite fonder la dynastie Zagoué. Il laisse trois fils: Tatadim (ou Tantawedem) Gerwa Seyyum et Zan Seyyum.
Selon l' Histoire des patriarches de l'Église d'Alexandrie, un Négus anonyme d'Ethiopie écrit en 1152  au patriarche  Jean V d'Alexandrie pour lui réclamer  un nouvel abouna ou  métropolite, car celui qui est en fonction l' Abuna Mikael est « trop âgé pour assumer sa charge ». Le prélat copte explique quant-à lui au patriarche que « le souverain n'est qu'un usurpateur qui ne demande sa destitution que parce que le métropolite refuse de le consacrer »... Bien que le nom du souverain ne soit pas mentionné Carlo Conti Rossini l'identifie avec Mara Tekle Haymanot, et il estime que cet échange épistolaire est lié au refus de l'abouna  reconnaitre la légitimité de la nouvelle dynastie des Zagwés,.